# Omphale baryhypha
Omphale baryhypha är en stekelart som beskrevs av Christer Hansson 2004. Omphale baryhypha ingår i släktet Omphale och familjen finglanssteklar. Inga underarter finns listade i Catalogue of Life.